# Estonia en los Juegos Olímpicos de Sídney 2000
Estonia estuvo representada en los Juegos Olímpicos de Sídney 2000 por un total de 33 deportistas que compitieron en 11 deportes.  
El portador de la bandera en la ceremonia de apertura fue el regatista Tõnu Tõniste.

## Medallistas
El equipo olímpico estonio obtuvo las siguientes medallas:
| Nombre           | Deporte   | Competición |
| ---------------- | --------- | ----------- |
| Oro              |           |             |
| Erki Nool        | Atletismo | Decatlón M  |
| Plata            |           |             |
| —                |           |             |
| Bronce           |           |             |
| Aleksei Budõlin  | Judo      | –81 kg M    |
| Indrek Pertelson | Judo      | +100 kg M   |